# 汝拉州
汝拉州（法語、德語：Jura，意大利語、羅曼語：Giura）是瑞士西北部的一個州。於1979年自伯恩州分出成立，是瑞士的26個州中最年輕的一個州，首府為德萊蒙。
汝拉州東鄰索洛圖恩州、巴塞爾鄉村半州，南面是伯恩州，西北與法國杜省、贝尔福地区以及上莱茵省接壤。正式名稱是“汝拉共和国和州”（République et Canton du Jura）。官方語言為法語。

## 地理
地處瑞士西北部，州境南部是汝拉山脈的一部份，北部是汝拉高原。汝拉高原丘陵起伏，地質由石灰石構成。阿茹瓦及弗朗什山地就是位於此地區。地質時代之一的侏羅紀，名稱就是來自阿爾卑斯山脈的支脈汝拉山脈，在那裏有世界最大的恐龍遺址。
汝拉州的主要水系包括杜河及比爾河（Birs）。杜河與索恩河合流，最後注入隆河。比爾河則是萊茵河的一條支流。

## 歷史
此地區原屬勃艮第，勃艮第王於公元999年把這片地贈與巴塞爾主教。之後800年間此地區成為一個在神聖羅馬帝國之內的主權國家。1648年《威斯特伐利亞和約》簽訂後，汝拉地區與瑞士邦聯便有了更緊密的關係。1814年至1815年的維也納會議決定將汝拉地區劃歸伯恩州。此舉激起強烈抗議，原因是汝拉是法語地區，居民信奉天主教，可是在伯恩州居民是以說德語的新教徒為主的。此後汝拉經過長時間的獨立運動，最終在1978年全國公投通過後正式與伯恩州分離，次年汝拉州成立並加入瑞士聯邦。
然而，儘管汝拉地區南部的穆捷、庫特拉里及拉讷沃维尔也屬於法語區，但當地居民選擇留在伯恩州，此地區現稱伯尔尼汝拉地區。另外，勞芬區（District de Laufen）投票加入了巴塞爾鄉村半州。因此現在汝拉地區一詞包括了汝拉州、伯尔尼汝拉地區及劳芬地區。

## 徽章
汝拉州州徽於1943年設計。左側是曾統治過該地區的巴塞爾主教的牧杖；右側是七道紅白條紋，象徽著汝拉的七個歷史分區。然而，七個分區中只有三個屬於汝拉州，另外三個屬於伯恩州，另外勞芬地區投票加入了巴塞爾鄉村半州。

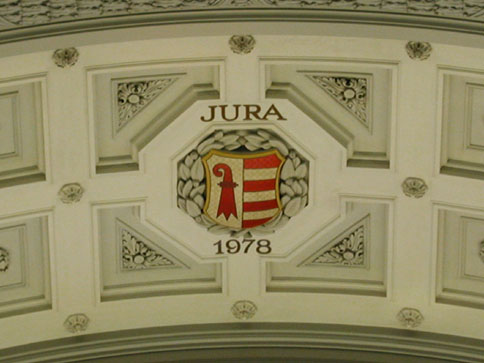
1978年在脫離伯恩州成立後，伯恩的聯邦宮的屋頂一側添加了州徽，該廳的圓頂鑲有各州徽章的彩繪玻璃做裝飾。

## 人口
居住人口有69,100人，絕大部份說法語，多數信奉天主教。

## 經濟
農業對汝拉州的經濟十分重要，尤其是飼養牛隻及馬匹。另外主要工業有鐘錶業、紡織業及煙草業。中小型企業的數目正在增長中。

## 行政區劃
汝拉州共分為3區，50鄉鎮。
- 德萊蒙區（法语：District de Delémont）
  - 下轄市鎮：行政中心德萊蒙、上索爾納（法语：Haute-Sorne）、库朗德兰、庫魯、泰爾比谷（法语：Val Terbi (commune)）、庫泰特勒、德韋利耶、博埃庫爾、羅瑟邁松、默韋利耶、沙蒂永、庫沙普瓦、莫韋利耶、蘇瓦耶爾、普萊尼、索尔西、布里尼翁、埃德斯維勒、梅滕伯
- 波朗特呂區（法语：District de Delémont）
  - 下轄市鎮：行政中心波朗特呂、庫爾熱奈、阿勒、豐泰奈、杜園、下阿萊訥、邦庫爾、拉巴羅什、上阿茹瓦、科諾爾、庫泰杜、克夫、布爾、旺德林庫爾、格朗豐泉、當弗勒-呂涅（法语：Damphreux-Lugnez）、法伊、庫沙翁、下旺德利納（法语：Basse-Vendline）
- 弗朗什-山脈區（法语：District des Franches-Montagnes）
  - 下轄市鎮：行政中心賽涅萊日耶、勒努瓦芒、萊布勒勒、萊布瓦、拉茹、蒙福孔、穆里奧、勒熱內韋、勒貝芒、聖布賴、勒昂費、蘇貝

## 文字記載
- Ganguillet, Gilbert: Le conflit jurassien. Un cas de mobilisation ethno-régionale en Suisse, 蘇黎世 1986.
- Harder, Hans-Joachim: Der Kanton Jura. Ursachen und Schritte zur Lösung eines Schweizer Minderheitenproblems, 法蘭克福 1978.
- Hauser, Claude: Aux origines intellectuelles de la Question jurassienne. Culture et politique entre la France et la Suisse romande (1910-1950), Diss. 弗萊堡州 1997.
- Henecka, Hans Peter: Die jurassischen Separatisten. Eine Studie zur Soziologie des ethnischen Konflikts und der sozialen Bewegung, Meisenheim am Glan 1972.
- Jenkins, John R.G.: Jura Separatism in Switzerland, Oxford 1986.
- Ruch, Christian: Struktur und Strukturwandel des jurassischen Separatismus zwischen 1974 und 1994, 伯恩 2001.
- Schwander, Marcel: Jura. Konfliktstoff für Jahrzehnte, 蘇黎世/科隆 1977.
- Steppacher, Burkard: Die Jurafrage in der Schweiz, 慕尼黑 1985.

## 外部連結
- 汝拉州暨共和國 - 官方網頁 (法文).
- 汝拉州旅行資訊 （页面存档备份，存于）
- 官方統計數字 （页面存档备份，存于）
- David Towers在汝拉州L'auberson的相集 （页面存档备份，存于）